# بخت زندگی‌ام
بخت زندگی‌ام (فرانسوی: La chance de ma vie‎) یک فیلم کمدی فرانسوی به کارگردانی نیکلا کوش است که در سال ۲۰۱۱ منتشر شد.

## بازیگر
- ویرژینی افیرا
- فرانسوا-زاویه دومزون
- رافائل پرسونناز
- بریجیت روآن
- مری-کریستین آدام
- الی سیمون
- فرانسیس پرن
- اریک گودون